# Eioneus (Sohn des Magnes)
Eioneus ist eine Gestalt der griechischen Mythologie, Sohn des Aioliden Magnes und der Phylodike, Freier der Hippodameia und von deren Vater Oinomaos getötet. Auf Grund seiner Abstammung gehört er möglicherweise zum sagenhaften Volksstamm der Lapithen.

## Name
Der Name kommt vom griechischen Ἠϊονεύς,  Ēïoneús, lateinisch und deutsch mit abweichender Betonung auf dem Trema-i: Eḯone͜us, da das „o“ der vorletzten Silbe kurz ist. Nach der Großen Etymologie „kommt er von Küste (und) Eïoneus (ist) danach benannt.“ Er ist also einer, der an der Küste wohnt, ein sogenannter Küstner. Der Name hat keinen heroischen Klang und steht in keinem Bezug zu Eioneus‘ Mythos.

## Mythos
Die Geschichte gehört nach Pausanias zum Hippodameia-Oinomaos-Mythos und spielt in Pisa: Die Freier der Hippodameia werden allesamt von ihrem Vater Oinomaos erstochen, dem Pelops gelingt es schließlich umgekehrt den Oinomaos zu töten. Gegen Ende seiner Erzählung zählt Pausanias noch andere getötete Freier auf, darunter auch den Eioneus: „Andere (Autoren) zählen zu den eben Genannten (Freiern) noch ... den Eioneus, den Sohn des Magnes, des Sohnes des Aeolus. Diese also haben hier (in Pisa) ihr Grabmal, und Pelops soll ihnen, so lange er in Pisa herrschte, jährlich Totenopfer dargebracht haben.“ Eioneus sei also in Pisa von der Hand des Oinomaos gestorben und ruhe im Massengrab der Freier. Außer der Abstammungs- und Freier-Geschichte wird über Eioneus nichts überliefert. Er bleibt trotz seiner „hohen“ Herkunft ein zweitrangiger Held, der nur durch seine Heiratsabsichten etwas aufgewertet wird.